# Kolstare
Kolstare (Poeoptera kenricki) är en fågel i familjen starar inom ordningen tättingar.

## Utseende och läte
Kolstaren är en liten och slank stare med mörk fjäderdräkt. Ögonen är bruna och honan uppvisar kastanjebruna fläckar i vingarna som syns väl i flykten. Den liknar kortstjärtad glansstare, men denna är större och knubbigare med röda ögon och har rött i vingen hos båda könen. Koboltstaren är mycket lik, men dessa delar inte utbredningsområde. Vanligaste lätet är ett enkelt "tweep". Även ett dämpat tjatter kan höras.

## Utbredning och systematik
Kolstaren delas vanligen in i två underarter med följande utbredning:
- Poeoptera kenricki kenricki – förekommer i bergsskogarna i nordöstra Tanzania
- Poeoptera kenricki bensoni (syn. dubia[5]) – förekommer i bergsskogarna i centrala Kenya

## Levnadssätt
Kolstaren hittas i bergsskogars trädkronor, mestadels på medelhög höjd. Den uppträder vanligen i småflockar som ofta samlas vid fruktbärande träd. Fågeln kan ses sitta exponerat på döda grenar och andra öppna platser.

## Status
Trots det begränsade utbredningsområdet och att den tros minska i antal anses beståndet vara livskraftigt av internationella naturvårdsunionen IUCN. 

## Namn
Fågelns vetenskapliga artnamn hedrar den brittiske naturforskaren och samlaren Reginald Watkin Edward-Kenrick, verksam i Kenya. Tidigare kallades den ’’kenrickstare’’ även på svenska, men justerades 2023 till ett enklare och mer informativt namn av BirdLife Sveriges taxonomikommitté.